# Sialam Bue
Sialam Bue is een bestuurslaag in het regentschap Padang Lawas van de provincie Noord-Sumatra, Indonesië. Sialam Bue telt 864 inwoners (volkstelling 2010).